# Samuel Earle
Samuel Earle (* 28. November 1760 im Frederick County, Colony of Virginia; † 24. November 1833 im Pendleton District, South Carolina) war ein US-amerikanischer Politiker. Zwischen 1795 und 1797 vertrat er den Bundesstaat South Carolina im US-Repräsentantenhaus.

## Werdegang
Samuel Earle zog im Jahr 1774 nach South Carolina. Während des Unabhängigkeitskrieges stieg er in der Kontinentalarmee zwischen 1777 und 1782 vom Fähnrich bis zum Hauptmann auf. Nach dem Krieg begann er eine politische Laufbahn. Zwischen 1784 und 1788 saß er als Abgeordneter im Repräsentantenhaus von South Carolina. Im Jahr 1788 war er Mitglied der Versammlung, die für den Staat South Carolina die Verfassung der Vereinigten Staaten ratifizierte. 1790 war er Delegierter auf einer Versammlung zur Überarbeitung der Staatsverfassung von South Carolina. Samuel Earle wurde Mitglied der vom späteren Präsidenten Thomas Jefferson gegründeten Demokratisch-Republikanischen Partei.
1794 wurde Earle im sechsten Wahlbezirk von South Carolina in das US-Repräsentantenhaus gewählt. Dort trat er am 4. März 1795 die Nachfolge von Andrew Pickens an. Bis zum 3. März 1797 absolvierte er eine Legislaturperiode im Kongress. Über Earles weiteres Leben ist nichts bekannt. Er hat kein weiteres höheres politisches Amt mehr bekleidet und starb am 24. November 1833 im Pendleton District. Dieser Bezirk umfasste das heutige Pickens County, das Anderson County und den größten Teil des Oconee County. Samuel Earle wurde in Beaverdam im Oconee County beigesetzt.
Samuel Earle war ein Neffe von Elias Earle (1762–1823), der zwischen 1805 und 1821 mehrfach den Staat South Carolina im US-Repräsentantenhaus vertrat. Sein Cousin John B. Earle (1766–1836) gehörte zwischen 1803 und 1805 ebenfalls für South Carolina dem Kongress an.